# Sebastopolis (Pontus)
Sebastopolis (Σεβαστούπολις, auch Herakleopolis) war eine antike Stadt in Pontos, heute der Ort Sulusaray, etwa 55;km südwestlich von Tokatentfernt am Fluss Skylax (Çekerek) gelegen. 

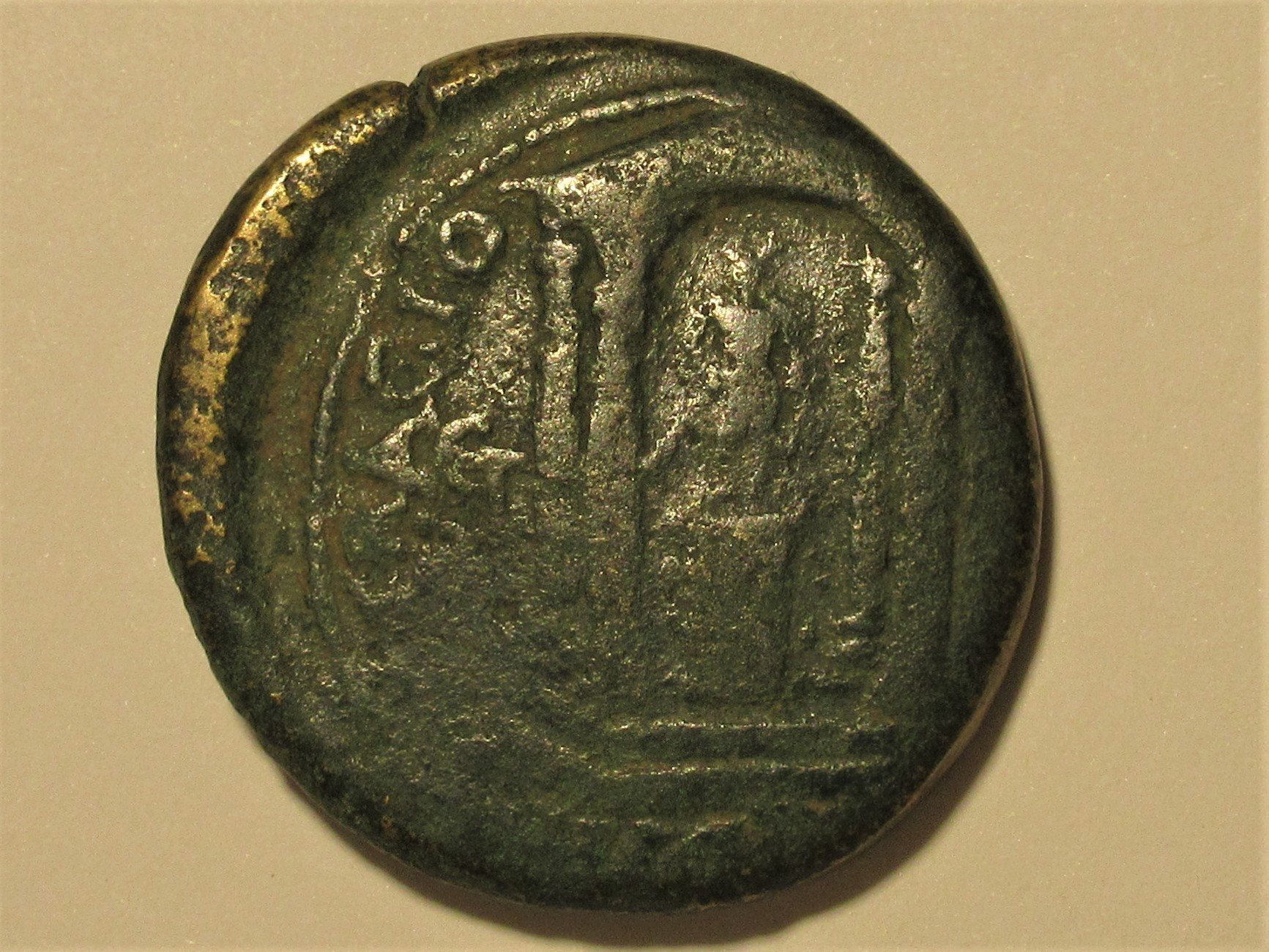
Tempel mit Heraklesstatue auf Münze von Sebastopolis z. Zt. der Severer

Der älteste bekannte Name der Stadt war Κάρανα (Kárana) und ist möglicherweise identisch mit der hethitischen Stadt Karaḫna. Sie gehörte zum Königreich Pontos und im späten 1. Jahrhundert zum Herrschaftsgebiet des galatischen Dynasten Ateporix, nach dessen Tod (3./2. v. Chr.) fiel sie an das Römische Reich. Zu diesem Zeitpunkt nahm sie wahrscheinlich auch den Namen Sebastopolis an.
In byzantinischer Zeit gehörte die Stadt zu Armenia Secunda.
Als Bischöfe sind belegt:
- Meletios
- Kekropios
- Gregorios
- Photios